# Billy Bathgate (Film)
Billy Bathgate ist ein US-amerikanischer Gangsterfilm aus dem Jahr 1991. Regie führte Robert Benton, das Drehbuch schrieb Tom Stoppard. Die Handlung basiert auf dem preisgekrönten gleichnamigen Roman von E. L. Doctorow aus dem Jahr 1989.

## Handlung
Die Handlung spielt in New York City zu Zeiten der Prohibition und Weltwirtschaftskrise in den 1930er Jahren. Billy wächst im Stadtteil Bathgate in der Bronx in Armut auf. Im Leben als Gangster sieht er eine Chance für den gesellschaftlichen Aufstieg und sucht die Nähe zum Gangsterboss Dutch Schultz, den er für seinen Reichtum und seine kriminelle Geschicklichkeit bewundert und zum Vorbild nimmt. Nachdem er sich geschickt Zugang zu einem der Bandenverstecke verschafft und dort Schultz persönlich antrifft, stellt dieser den gewitzten Jungen, der sich von jetzt an Billy Bathgate nennt, für diverse niedere Arbeiten in seinem Umfeld ein. Aber Kosher Nostra Schultz steht unter erheblichem Druck, denn ein möglicherweise vernichtendes Gerichtsverfahren steht ihm kurz bevor. Und der naive Bathgate bekommt bald darauf einen ersten Eindruck von der Brutalität Schultzes, als dieser in seiner nervösen Angespanntheit einen Brandinspektor erschlägt, als dieser seine Bar betritt, ihn beim Mittagessen stört und aufdringlich die Feuerwehrsteuer kassieren will.
Durch einen Hinweis seines Buchhalters Otto Berman erfährt Schultz kurz darauf auch noch, dass sein Stellvertreter Bo Weinberg ihn offenbar hintergeht und mit der konkurrierenden italo-amerikanischen Mafia Absprachen über die Neuaufteilung der Viertel von New York trifft.
Schultz lässt Weinberg und dessen Geliebte Drew Preston daraufhin durch loyale Bandenmitglieder entführen und auf ein Boot bringen. Er selbst kommt wenig später in Begleitung des jungen Bathgate im Hafen an und betritt ohne ihn das Boot, in dem sich die zwei entführten Personen befinden. Bathgate bleibt zunächst unschlüssig am Kai zurück, springt dann aber beherzt auf das bereits ablegende Boot. Dort wird er nach einiger Zeit von Schultz entdeckt und aufgefordert, die Kabine zu betreten, in der Weinberg auf einem Stuhl gefesselt und mit den Füßen gefangen in einem mit aushärtendem Beton gefüllten Metallkübel sitzt. Weinberg versucht Schultz von seinem offensichtlichen Vorhaben abzubringen, erntet aber nur zynische Kommentare.
Um Weinberg noch stärker zu bestrafen und zu quälen, befiehlt Schultz seinen Männern dessen Geliebte Drew Preston in die Kabine zu holen, wo er ihr zum ersten Mal selbst begegnet und offenbar Gefallen an ihr findet. Er verschont sie, obgleich ursprünglich wohl etwas anderes geplant war. Kurz darauf schleppen Irving und Bathgate den mit den Füßen im Beton des Metallkübels gefangenen und zusätzlich gefesselten Weinberg an die Reling des Bootes. Dort lässt Irving Bathgate den mit dem im Stand ums Gleichgewicht kämpfenden Weinberg zunächst alleine zurück, und Weinberg nötigt dem emotional überforderten jungen Bathgate das Versprechen ab, Drew Preston vor Schultz zu beschützen. Aber noch bevor Irving zurückkommt, um seinen Auftrag zu beenden, betritt Schultz selbst das Außendeck und tritt Weinberg mit Wucht in den Rücken, so dass dieser das Gleichgewicht verliert, über die Reling fällt und im Meer versinkt.
Preston führt offenbar eine offene Ehe mit ihrem Mann, der anscheinend homosexuell ist. Der Film deutet diesen Umstand mit einer Offensichtlichkeit an: als Preston – von Bathgate begleitet – nach Hause kommt, erhebt sich nicht nur Prestons Ehemann,  sondern auch ein weiterer Mann hinter einem Sofa.
Schultz versucht den Prozess in die Provinz zu verlegen, wo er als Sponsor u. a. beim örtlichen Bingo auftritt, und er versucht den zuständigen Staatsanwalt zu bestechen. Während eines für Schultz zelebrierten Gottesdienstes ist sogar der mächtige Gangsterboss Lucky Luciano anwesend.
Inwieweit sich Preston freiwillig mit Schultz einlässt oder die Gefahr für sich selbst richtig einschätzt, bleibt im Film unklar. Otto Berman sieht diese Affäre mit Preston sehr kritisch und warnt Schultz davor, dass Preston eine belastende Zeugin für den Mord an Weinberg werden könnte. Bathgate wiederum warnt Preston vor der Gefahr dieses Wissen um diesen Mord.
Als Schultz auch noch seinen führenden Geldeintreiber für Schutzgeld erschießt, muss Bathgate sich von Lulu Rosenkrantz die Nase brechen lassen, um den entstandenen Blutfleck am Boden des Hotels plausibel zu machen.
Auch Bathgate und Preston kommen sich näher und schlafen miteinander; Bathgate ist sich der brenzligen Situation bewusst. Für Preston scheint es weiter nur ein Spiel zu sein, während Bathgate von Berman indirekt bereits den Mordplan an Preston mitgeteilt bekommt, denn Preston soll unbedingt pünktlich in der Rennbahnloge anwesend sein, obwohl es dafür eigentlich gar keinen Grund gibt. Schultz hat sich also doch zum Mord an seiner neuen Freundin entschlossen. Bathgate informiert heimlich den Ehemann; der sich als sehr einflussreich herausstellt; jedenfalls ist er in der Lage, seine Frau unter Polizeischutz zu retten, indem er sie von der Rennbahn direkt zu einem kleinen Flugzeug bringt und mit ihr davon fliegt.
Schultz wird zwar in der Provinz freigesprochen, aber der Bundesstaatsanwalt hat nun ebenfalls Klage erhoben. Ein Bestechungsversuch über einen bewährten Kontaktmann war gescheitert und Bathgate erfolglos von dieser Mission zurückgekehrt. Schultz will nun den Staatsanwalt töten lassen und rastet auf gewohnte Weise aus, als er von Bathgate erfährt, dass sich Bo Weinberg vor seinem Tod mit Lucky Luciano getroffen hatte. Diese Information stammte von Preston, die Luciano in der Kirche wiedererkannt hatte.
Otto Berman deutet diesen Umstand richtig und ahnt, dass Luciano gegen sie vorgehen wird. Er entlässt Bathgate und teilt ihm mit, dass die Bande ihn noch nie habe leiden können. Bathgate verlässt die Lokalität niedergeschlagen. Kurz darauf wird deutlich, dass Berman Bathgate damit das Leben retten wollte. Die Killer sind schon vor Ort; sie nehmen Bathgate gefangen, dringen in das Gebäude ein und erschießen alle Anwesenden. Bathgate wird zu Luciano verschleppt, soll dort auch umgebracht werden. Er kann aber Luciano davon überzeugen, dass Dixie Davis nicht nur Schultz hintergangen hat, sondern auch ihn hereinlegen will. Luciano glaubt Bathgate und lässt ihn laufen, nachdem er ihm mitgeteilt hat, dass er wisse, wo er und seine Mutter wohnen bzw. arbeiten. Luciano lässt ihm sogar seine üppige Abfindung, welche er kurz zuvor noch von Otto Berman bekommen hatte.

## Kritiken
Roger Ebert bezeichnete in der Chicago Sun-Times vom 1. November 1991 die Figur von Billy Bathgate als farblos, Loren Dean in der Hauptrolle als eine Fehlbesetzung. Die Darstellung von Nicole Kidman kritisierte er als unecht, dafür lobte er die von Dustin Hoffman.

## Hintergründe
Die genannten Gangster der Bande mit und um Dutch Schultz waren reale Personen; der geschilderte Mord an Bo Weinberg und Schultz haben in ähnlicher Form tatsächlich stattgefunden. Die Leiche von Weinberg wurde allerdings nie gefunden und die geschilderte Tötungsart bleibt Spekulation. Schultz wurde von der Murder, Inc. ermordet, die das Attentat mit nur drei Tätern – inklusive Fluchtfahrer – durchgeführt hat, während im Film mindestens fünf Personen die Tat auszuführen scheinen.
Die Personen von Billy Bathgate und Drew Preston sind dagegen vollständig erfundene fiktive Filmfiguren ohne reale Vorbilder; so würde ein Mobster wie Lucky Luciano, Oberhaupt der Genovese-Familie, im Sinne der Omertà niemals mit einem kleinkriminellen Nichtmitglied der La Cosa Nostra – wie Billy Bathgate – direkt verhandeln oder gar selbst Drohungen – gegen die Mutter von Bathgate – vor Zeugen von sich geben.

## Auszeichnungen
Nicole Kidman wurde als Beste Nebendarstellerin für den Golden Globe Award nominiert.